# Parananochromis
Genre
Parananochromis est un genre de poissons de la famille des Cichlidae.

## Liste des espèces
Selon FishBase (1 Fev. 2016) :
- Parananochromis axelrodi Lamboj & Stiassny, 2003
- Parananochromis brevirostris Lamboj & Stiassny, 2003
- Parananochromis caudifasciatus (Boulenger, 1913)
- Parananochromis elobatus Lamboj, 2014
- Parananochromis gabonicus (Trewavas, 1975)
- Parananochromis longirostris (Boulenger, 1903)
- Parananochromis ornatus Lamboj & Stiassny, 2003
- Parananochromis orsorum Lamboj, 2014